# Гансен (Айдахо)
Гансен (англ. Hansen) — місто в окрузі Твін-Фоллс, штат Айдахо, США. Згідно з переписом 2010 року населення становило 1144 особи, що на 177 осіб більше, ніж 2000 року.

## Географія
Гансен розташований за координатами 42°31′53″ пн. ш. 114°18′4″ зх. д. / 42.53139° пн. ш. 114.30111° зх. д. (42.531364, -114.301178).  За даними Бюро перепису населення США в 2010 році місто мало площу 0,99 км², уся площа — суходіл. В 2017 році площа становила 0,90 км², уся площа — суходіл.

## Демографія

### Перепис 2010 року
За даними перепису 2010 року, у місті проживало 1 144 особи в 395 домогосподарствах у складі 293 родин. Густота населення становила 1162,4 ос./км². Було 430 помешкань, середня густота яких становила 436,9/км². Расовий склад міста: 85,0% білих, 0,3% афроамериканців, 1,2% індіанців, 0,2% азіатів, 9,8% інших рас, а також 3,5% людей, які зараховують себе до двох або більше рас. Іспанці та латиноамериканці незалежно від раси становили 16,5% населення.
Із 395 домогосподарств 42,8% мали дітей віком до 18 років, які жили з батьками; 55,9% були подружжями, які жили разом; 11,1% мали господиню без чоловіка; 7,1% мали господаря без дружини і 25,8% не були родинами. 22,0% домогосподарств складалися з однієї особи, у тому числі 10,6% віком 65 і більше років. У середньому на домогосподарство припадало 2,90 мешканця, а середній розмір родини становив 3,40 особи.
Середній вік жителів міста становив 32 роки. Із них 33,8% були віком до 18 років; 6,6% — від 18 до 24; 26,1% від 25 до 44; 21,9% від 45 до 64 і 11,6% — 65 років або старші. Статевий склад населення: 49,7% — чоловіки і 50,3% — жінки.
Середній дохід на одне домашнє господарство  становив 44 499 доларів США (медіана — 35 625), а середній дохід на одну сім'ю — 47 770 доларів (медіана — 39 792). Медіана доходів становила 33 542 долари для чоловіків та 23 906 доларів для жінок. За межею бідності перебувало 20,3 % осіб, у тому числі 37,6 % дітей у віці до 18 років та 15,8 % осіб у віці 65 років та старших.
Цивільне працевлаштоване населення становило 646 осіб. Основні галузі зайнятості: освіта, охорона здоров'я та соціальна допомога — 19,0 %, сільське господарство, лісництво, риболовля — 16,3 %, виробництво — 13,8 %.

### Перепис 2000 року
За даними перепису 2000 року, у місті проживало 970 осіб у 349 домогосподарствах у складі 255 родин. Густота населення становила 1 012,2 ос./км². Було 378 помешкань, середня густота яких становила 394,5/км². Расовий склад міста: 95,77% білих, 0,31% афроамериканців, 0,82% індіанців, 0,31% азіатів, 0,10% тихоокеанських остров'ян, 0,62% інших рас і 2,06% людей, які зараховують себе до двох або більше рас. Іспанці та латиноамериканці незалежно від раси становили 5,26% населення.
Із 349 домогосподарств 39,3% мали дітей віком до 18 років, які жили з батьками; 56,4% були подружжями, які жили разом; 11,5% мали господиню без чоловіка, і 26,9% не були родинами. 21,2% домогосподарств складалися з однієї особи, у тому числі 9,5% віком 65 і більше років. У середньому на домогосподарство припадало 2,78 мешканця, а середній розмір родини становив 3,23 особи.
Віковий склад населення: 31,8% віком до 18 років, 9,2% від 18 до 24, 27,2% від 25 до 44, 21,1% від 45 до 64 і 10,7% від 65 років і старші. Середній вік жителів — 32 року. Статевий склад населення: 49,5 % — чоловіки і 50,5 % — жінки.
Середній дохід домогосподарств у місті становив $29 125, родин — $32 750. Середній дохід чоловіків становив $26 607 проти $18 750 у жінок. Дохід на душу населення в місті був $12 339. Приблизно 11,7% родин і 15,8% населення перебували за межею бідності, включаючи 17,8% віком до 18 років і 20,4% від 65 і старших.